# Кубит

Представление кубита в виде сферы Блоха. Амплитуды вероятностей в тексте считаются как и

Куби́т (q-бит, кьюбит, кубит; от quantum bit) — наименьшая единица информации в квантовом компьютере (аналог бита в обычном компьютере), использующаяся для квантовых вычислений.

## Состояние кубита
Как и бит, кубит допускает два собственных состояния, обозначаемых {\displaystyle |0\rangle } и {\displaystyle |1\rangle } (обозначения Дирака), но при этом может находиться и в их суперпозиции. В общем случае его волновая функция имеет вид {\displaystyle A|0\rangle +B|1\rangle }, где {\displaystyle A} и {\displaystyle B} называются амплитудами вероятностей и являются комплексными числами, удовлетворяющими условию {\displaystyle |A|^{2}+|B|^{2}=1}. Состояние кубита удобно представлять как стрелку на сфере Блоха.
При измерении состояния кубита можно получить лишь одно из его собственных состояний. Вероятности получить каждое из них равны соответственно {\displaystyle |A|^{2}} и {\displaystyle |B|^{2}}. Как правило, при измерении состояние кубита необратимо разрушается, чего не происходит при измерении классического бита.

## Квантовая запутанность
Кубиты могут быть запутаны друг с другом. Квантовой запутанностью могут обладать два и более кубита, и она выражается в наличии особой корреляции между ними, которая невозможна в классических системах. Одним из наиболее простых примеров запутанности двух кубитов является состояние Белла {\displaystyle |\Phi ^{+}\rangle }:
{\displaystyle {\frac {(|00\rangle +|11\rangle )}{\sqrt {2}}}}
Запись {\displaystyle |00\rangle } обозначает состояние, когда оба кубита находятся в состоянии {\displaystyle |0\rangle }. Для состояния Белла характерно то, что при измерении первого кубита возможны два результата: 0 с вероятностью 1/2 и конечным состоянием {\displaystyle |\varphi '\rangle =|00\rangle }, и 1 с вероятностью 1/2 и конечным состоянием {\displaystyle |\varphi ''\rangle =|11\rangle }. Как следствие, измерение второго кубита всегда даёт тот же результат, что и измерение первого кубита, т. е. данные измерений оказываются коррелированными.

## Количество информации
В то время как для полного описания системы из n классических битов достаточно n нулей и единиц, для описания системы из n кубитов необходимо (2n - 1) комплексных чисел. Это связано с тем, что n-кубитную систему можно представить как вектор в 2n-мерном гильбертовом пространстве. Отсюда следует, что система из кубитов может вместить в себя экспоненциально больше информации, чем система из битов.
Например, в один кубит можно записать до двух битов информации Шеннона, используя сверхплотное кодирование, а система из n кубитов может использоваться для кодирования 2n чисел, что применяется, например, в квантовом машинном обучении.
Однако стоит учитывать, что экспоненциальное увеличение пространства состояний системы не обязательно приводит к экспоненциальному росту вычислительной мощности в связи со сложностью кодирования и считывания информации.

## История
Слово «qubit» ввёл в употребление Бен Шумахер из Кеньон-колледжа (США) в 1995 г., а А. К. Звездин в своей статье предложил вариант перевода «q-бит». Иногда также можно встретить название «квантбит».
В 2025 году физики ННГУ им. Н. И. Лобачевского создали новый тип кубитов на основе искусственных атомов. Система на основе арсенида галлия позволяет управлять при помощи электрического поля зарядом и вектором вращения кубита для создания более сложных миниатюрных квантовых систем. Кроме того, гибридный кубит можно зафиксировать в определенном состоянии, что практически невозможно выполнить с обычными кубитами.

## Вариации и обобщения
Обобщением понятия кубит является кудит (Q-энк, куэнк; qudit), способный хранить в одном разряде более двух значений (например, кутрит англ. qutrit — 3, куквадрит — 4, …, куэнк — n).